# Black Like Me
Black Like Me (Negro como yo) es un libro de periodismo de investigación de John Howard Griffin publicado originalmente en 1961. El libro describe la experiencia de Griffin, que nació blanco en Mansfield, Texas, y durante 6 semanas recorrió con buses de Greyhound (ocasionalmente haciendo dedo) a través de los estados con segregación racial Luisiana, Misisipi, Alabama y Georgia, haciéndose pasar por un hombre negro.
El proyecto fue financiado por la revista Sepia a cambio de tener la primicia de los artículos.